# Aripert
|  | Per a altres significats, vegeu «Aripert II». |

Aripert I, Aribert, Caribert o Chairibert (? - 661) va ser rei dels longobards i rei d'Itàlia (653-661).
Fill de Gundoald, el popular duc d'Asti germà de la reina Teodolinda i, probablement, al seu torn, duc d'aquesta ciutat, va ascendir al tron en l'any 653 després de la mort del seu predecessor, Rodoald. La seva elecció va derivar del predomini aleshores entre els ducs longobards, de la tendència catòlica sobre l'arriana representada pels últims reis longobards, fins a Rodoald. Amb el catòlic Aripert també va tornar al tron de Pavia la dinastia bavaresa, portadora del "carisma" de l'antiga dinastia Letingi.
Des de la pujada al tron, Aripert va afavorir el catolicisme sobre el cisma tricapitolí i l'arrianisme (Pau el Diaca escriu, potser exagerant, que «va extirpar l'heretgia arriana»); més enllà de consideracions religioses, aquesta actitud pot indicar la voluntat per part de l'aristocràcia longobarda, d'inclinar-se per l'Església Catòlica per tal d'aconseguir la total subjugació d'Itàlia, encara parcialment en mans dels romans d'Orient. El projecte es va fer plausible perquè en aquests anys el papat es va oposar al Patriarcat de Constantinoble, el papa Martí I va ser elegit i consagrat sense l'aprovació de l'emperador romà d'Orient i el mateix any 653, va convocar un concili per condemnar la doctrina monoteleta, que era majoritària a Orient.
El projecte no es va dur a terme immediatament perquè l'exarca de Ravenna Teodor I Cal·liopes, en execució de les disposicions de l'emperador Constant II (que havia prohibit les disputes teològiques que fossin perilloses per a la unitat de l'Imperi), va detenir i deportar a Martí. Amb el seu successor Vitalià I, triat el 657, el papat va tornar a estar encara més a prop de Constantinoble.
En virtut del que va disposar Aripert, quan va morir (661) el regne longobard va ser dividit entre els seus dos fills, Godepert i Pertari. Aquesta pràctica, comuna entre els francs, fou un cas singular en la història dels longobards.